# Почётный крест Первой мировой войны 1914/1918
Почётный крест мировой войны 1914/1918 (нем. Ehrenkreuz des Weltkriegs 1914/1918) — бронзовый памятный знак участников и жертв Первой мировой войны.

## История
В июле 1934 года правительство Германии по инициативе рейхспрезидента Пауля фон Гинденбурга учредило почётный крест, как орден для бывших фронтовиков, участников и родственников погибших в первой мировой войне. Учредительная грамота была подписана рейхспрезидентом 13 июля 1934 года, а спустя два дня была официально опубликована. Почётный крест существовал в трёх вариантах:
- Почётный крест с мечами — для принимавших непосредственное участие в боях
- Почётный крест без мечей — для состоявших в рядах рейхсвера в годы войны
- Почётный крест без мечей — для вдов и родителей павших, пропавших без вести, умерших от ран или в плену участников войны

Право на получение ордена имели все бывшие солдаты, которые воевали на фронте или принимали участие в войне, а также те, чьи супруги, отцы или сыновья погибли на войне. Награждение орденом требовало подачи ходатайства и происходило лично или по почте.

## Форма и изготовление
Орден представляет собой бронзовый крест размером 37x37 мм. Он снабжён 2,8-мм каймой по краям креста и ушком на верхнем луче. На лицевой стороне изображен обращённый вверх лавровый венок с лентой, занимающей часть нижнего луча. Внутри венка один под другим записаны годы «1914» и «1918», а под сам крест снизу подложены два меча.

В почётном кресте для участников войны отсутствуют мечи, обозначающие участие в боевых действиях, а вместо лаврового изображен дубовый венок. Почётный крест для родственников погибших на войне такой же формы, однако покрыт чёрным лаком и вручался на другой орденской ленте (с обратным порядком чёрных и белых полос).

## Статистика Награждений
- 6 202 883 крестами были награждены фронтовики (сражавшиеся)
- 1 120 449 крестами были награждены участники войны (не сражавшиеся)
- 345 112 крестов были вручены вдовам
- 372 950 крестов были вручены родителям погибших

Среди всех награждённых были:
- Герман Геринг, был награждён 1 сентября 1934 г.
- Адольф Гитлер, был награждён 4 сентября 1934 г.

- Почётных крестов 1-й степени: 6 250 000
- Почётных крестов 2-й степени: 1 200 000
- Почётных крестов 3-й степени: 720 000

## Производитель почётных крестов для фронтовиков
- 1. A (над) A. & S. — F.W. Assmann & Sohne Ludenscheid
- 2. (Ad. B. (над) L.) (в круге) — Adolf Baumeister Ludenscheid
- 3. (B C (над) O) (в треугольнике) — Biedermann & Co. Oberkassel
- 4. B. H. (над) L. — выпуклое — Bernhard Haarmann Ludenscheid
- 5. B. H. (над) L. — выбитое — Bernhard Haarmann Ludenscheid
- 6. C. P. — Carl Poellath Schrobenhausen
- 7. C. TH. D. (над) D — Carl Theodor Dicke Ludenscheid
- 8. P.S.L. (переплетённые в круге) - Paul Schulze & Co Lubeck